# Daegu Football Club
Daegu Football Club, conhecido como Daegu FC (em coreano 대구 FC), é um clube de futebol sediado na cidade coreana de Daegu. Até então a maior conquista do clube foi a Copa Nacional da Coreia do Sul em 2018, 16 anos após a sua criação. É Clube Comunitário onde não há proprietários ou empresas privadas comandando, é gerido pelo Governo local que investe junto com políticos, alguns empresários, e com doações da comunidade.

## História
O clube foi fundado como um clube comunitário no fim de 2002, e fez sua estreia na K League 1 na edição 2003. O clube jogou a maioria das temporadas na K League 1 mas foram rebaixados no final da temporada de 2013 para a K League 2. O time voltou para a K League 1 em 2017 e no ano seguinte se sagraram campeões da Copa da Coreia do Sul, em que foi o primeiro e até então único título do clube em seus 18 anos de história, e também devido a conquista, ganharam uma vaga paga a Liga dos Campeões da AFC de 2019. A melhor temporada do time pela K League 1 foi em 2019, quando terminaram em 5°lugar contra 12 times que também disputaram o campeonato daquele ano.

### Escudo
O emblema contem um sol que está envolto em torno das folhas de tungum e simboliza o desenvolvimento de Daegu, a cidade natal de tungum é Daegu, que visa a cidade de florestas verdes.
A forma geral das folhas reflete a vista do Estádio Daegu, o antigo estádio do Daegu FC, que foi estabelecido como um marco de Daegu por cima, e também representa a bacia de Daegu.
As 11 folhas de sarja de ambos os lados representam 11 jogadores, o que significa que o Daegu FC participou da K League 1 pela 11ª vez, e o número 2002 no meio indica o ano da fundação do Daegu FC.

## Elenco atual
Atualizado em 1 de Janeiro de 2025.[carece de fontes?]
Legenda
- : Capitão

## Títulos
| Nacionais | Nacionais             | Nacionais | Nacionais  |
|           | Competição            | Títulos   | Temporadas |
| --------- | --------------------- | --------- | ---------- |
|           | Copa da Coreia do Sul | 1         | 2018       |

## Campanhas de Destaque

#### Liga Nacional
- K League 2

Promoção (1): 2016
3°Lugar (1): 2015

#### Copa Nacional
- Copa da Coreia do Sul de Futebol

Quartas de final (1): 2008

#### Competições Amistosos
- Copa Tongyeong

Campeões (1): 2006

## Temporadas
| Temporada | K League   | K League | K League | K League | K League | K League | K League | K League | K League | K League | FA Cup   | ACL |
| Temporada | Divisão    | PJ       | V        | E        | D        | GP       | GC       | SG       | Pts      | Pos.     | FA Cup   | ACL |
| --------- | ---------- | -------- | -------- | -------- | -------- | -------- | -------- | -------- | -------- | -------- | -------- | --- |
| 2003      | K League 1 | 44       | 7        | 16       | 21       | 38       | 60       | -22      | 37       | 11       | QF       | -   |
| 2004      | K League 1 | 24       | 7        | 7        | 10       | 30       | 31       | -1       | 28       | 10       | 32AF     | -   |
| 2005      | K League 1 | 24       | 8        | 6        | 10       | 30       | 29       | +1       | 30       | 8        | QF       | -   |
| 2006      | K League 1 | 26       | 8        | 10       | 8        | 32       | 30       | +2       | 34       | 7        | QF       | -   |
| 2007      | K League 1 | 26       | 6        | 6        | 14       | 35       | 46       | -11      | 24       | 12       | 16AF     | -   |
| 2008      | K League 1 | 26       | 8        | 2        | 16       | 46       | 58       | -12      | 26       | 11       | SF       | -   |
| 2009      | K League 1 | 28       | 5        | 8        | 15       | 20       | 45       | -25      | 23       | 15       | QF       | -   |
| 2010      | K League 1 | 28       | 5        | 4        | 19       | 28       | 57       | -29      | 19       | 15       | 32AF     | -   |
| 2011      | K League 1 | 30       | 8        | 9        | 13       | 35       | 46       | -11      | 33       | 12       | 32AF     | -   |
| 2012      | K League 1 | 44       | 16       | 13       | 15       | 55       | 56       | -1       | 61       | 10       | 16AF     | -   |
| 2013      | K League 1 | 38       | 6        | 14       | 18       | 36       | 57       | -21      | 32       | 13↓      | 32AF     | -   |
| 2014      | 2          | 36       | 13       | 8        | 15       | 50       | 47       | +3       | 47       | 7        | 32AF     | -   |
| 2015      | 2          | 40       | 18       | 13       | 9        | 67       | 47       | +20      | 67       | 3        | 32AF     | -   |
| 2016      | 2          | 40       | 19       | 13       | 8        | 53       | 36       | +17      | 70       | 2↑       | 32AF     | -   |
| 2017      | K League 1 | 38       | 11       | 14       | 13       | 50       | 52       | -2       | 47       | 8        | 32AF     | -   |
| 2018      | K League 1 | 38       | 14       | 8        | 16       | 47       | 56       | -9       | 50       | 7        | Campeões | -   |
| 2019      | K League 1 | 38       | 13       | 16       | 9        | 46       | 37       | +9       | 55       | 5        | 16AF     | FG  |
| 2020      | K League 1 | 12       | 5        | 4        | 3        | 22       | 16       | +6       | 19       | 5        | 16AF     | -   |

Key
- SF = Semi-Final
- QF = Quartas de Final
- 16AF = 16 Avos de Final
- 32AF = 32 Avos de Final
- FG = Fase de Grupos

## Notáveis jogadores
- Cesinha (2016-presente)
- Jo Hyeon-woo (2013-19)
- Eninho (2007–08)
- Indio (2003–05)
- Léo (2009–10)
- Luizinho (2007)
- George Leandro Abreu de Lima (2012-13)
- Ha Dae-Sung (2006–08)
- Hong Soon-Hak (2003–05)
- Jang Nam-Seok (2006–11)
- Kim Hyun-Soo (2006–07*)
- Lee Keun-Ho (2007–08)
- Oh Jang-Eun (2005–06)
- Park Jong-Jin (2003–)
- Roh Sang-Rae (2004–05*)
- Song Jung-Hyun (2003–05)
- Rahim Zafer (2003–04*)

## Treinadores
Apenas partidas pela K League são levadas em conta.
| #                 | Name            | From       | To         | Season    | P   | V  | E  | D  | GP  | GC    | Vitória% | Notes                               |
| ----------------- | --------------- | ---------- | ---------- | --------- | --- | -- | -- | -- | --- | ----- | -------- | ----------------------------------- |
| 1                 | Park Jong-Hwan  | 2002/10/24 | 2006/11/06 | 2003–2006 | 155 | 38 | 57 | 60 | 194 | 216   | 24.52    | Primeiro treinador                  |
| 2                 | Byun Byung-Joo  | 2006/12/01 | 2009/12/07 | 2007–2009 | 105 | 28 | 20 | 57 | 136 | 190   | 26.67    |                                     |
| 3                 | Lee Young-jin   | 2009/12/23 | 2011/10/31 | 2010–2011 | 68  | 16 | 16 | 36 | 76  | 119   | 23.53    |                                     |
| 4                 | Moacir Pereira  | 2011/11/10 | 2012/11/29 | 2012      | 44  | 16 | 13 | 15 | 55  | 56    | 36.36    | Primeiro treinador estrangeiro      |
| 5                 | Dang Sung-Jeung | 2012/12/03 | 2013/04/23 | 2013      | 8   | 0  | 3  | 5  | 4   | 15    | 0        |                                     |
| 6                 | Baek Jong-Chul  | 2013/04/23 | 2013/11/30 | 2013      | 30  | 6  | 11 | 13 | 34  | 42    | 20       |                                     |
| 7                 | Choi Deok-Ju    | 2013/12/20 | 2014/11/18 | 2014      | 36  | 13 | 8  | 15 | 50  | 47    | 36.11    |                                     |
| 8                 | Lee Young-jin   | 2014/11/24 | 2016/08/12 | 2015–2016 | 65  | 28 | 22 | 15 |     |       | 43.07    |                                     |
| 9                 | Son Hyun-jun    | 2016/08/12 | 2016/11/21 | 2016      | 16  | 9  | 4  | 3  |     |       | 56.25    |                                     |
| 2016/11/22        | Son Hyun-jun    | 2017/05/22 | 2017       | 12        | 2   | 3  | 7  |    |     | 16.67 |          |                                     |
| André             | 2017/05/22      | 2017/11/15 | 2017       | 25        | 8   | 11 | 6  | 36 | 32  | 32    |          |                                     |
| André             | 10              | 2017/11/16 | 2020/01/27 | 2017–2019 | 39  | 15 | 8  | 16 | 48  | 56    | 38.46    | Campeão do primeiro título (FA Cup) |
| 11                | Lee Byung-keun  | 2020/02/05 | 2020/12/31 | 2020/2021 |     |    |    |    |     |       |          |                                     |
| 12 Alexandre Gama | 2022/01/04      | present    |            |           |     |    |    |    |     |       |          |                                     |